# BAe ハリアー II
ハリアー GR.5 / GR.7 / GR.9
英空軍のハリアーGR.9。2008年、アフガニスタンにて。
- 用途：攻撃機・艦上攻撃機
- 分類：垂直/短距離離着陸機 (V/STOL機)
- 製造者：　
  - ブリティッシュ・エアロスペース→BAEシステムズ
  - マクドネル・ダグラス→ボーイング
- 運用者
  -  イギリス（空軍、海軍）
- 初飛行：1985年4月30日
- 生産数：96機[注 1]＋複座型13機
- 運用開始：1989年12月
- 退役：2011年3月
- 運用状況：退役
- 原型機：AV-8B

ブリティッシュ・エアロスペース ハリアー II（英語: British Aerospace Harrier II）は、イギリスのブリティッシュ・エアロスペース（BAe; 現BAEシステムズ）が主体となって製作した垂直/短距離離着陸機。
アメリカ合衆国のマクドネル・ダグラス（MDC; 現ボーイング）社を主体として開発されたAV-8B ハリアー IIを元にして、その開発にも参画していたBAe社がイギリス空軍の攻撃機として製作した派生型であり、アメリカ海兵隊のAV-8Bにほぼ相当するハリアーGR.5、ナイトアタック仕様に相当するハリアーGR.7、発展型のハリアーGR.9がある。後に、統合運用化に伴ってイギリス海軍部隊でも運用されるようになった。

## 開発までの経緯
1967年、ホーカー・シドレー（HSA）社がイギリス空軍向け攻撃機の先行量産型として開発していたP.1127 RAFがハリアーGR.1と改称され、世界初の実用垂直離着陸機となった。後にはエンジンの換装や電子機器の強化などの改良を受けて、GR.1A、GR.3と順次にアップデートされていったほか、アメリカ海兵隊も同機に興味を示し、AV-8Aとして制式採用して、1970年度より調達を開始した。
しかしこのようにハリアーの配備が進む一方で、早くもその性能の限界が意識されるようになっていた。アメリカ合衆国のMDCは、米海兵隊がAV-8Aを採用する際にハリアーの製造権を取得したものの、コストの問題からこれを行使しない状態だったこともあって、HSAと共同でハリアー後継機に関する研究に着手した。これは航続距離・ペイロードがAV-8Aの倍となることからAV-16「アドヴァンストハリアー」と称されており、胴体を2フィート延長するとともに翼型を超臨界翼 (Supercritical airfoil) とし、エンジンを推力24,500重量ポンド (109 kN)のペガサス15に変更する計画で、またペガサスがプレナムチャンバー・バーニング（PCB）に対応すれば超音速も発揮可能と期待されていた。1973年度ではアメリカから研究資金も割り当られたものの、結局、研究開発は不首尾に終わり、HSAは1975年にこのプロジェクトから手を引いた。
その後、HSAとMDCはそれぞれ独自にハリアー後継機に関する研究を継続した。HSAは、既存のハリアーGR.1/3を改修して、コックピットにおいてパイロットの座席を高い位置に変更するとともに、主翼の拡大と胴体の延長を行う案を作成した。しかし航空省を含むイギリス当局からの出資を得ることができず、この案は経ち消えになっていった。これに対し、MDCはより大胆に、翼型を超臨界翼に変更するとともに全体に複合材料を導入した機体を新規に製作する案を作成した。この案はアメリカ海兵隊の支持を受けて、1976年7月27日にはアメリカ国防総省によって開発が最終的に承認された。
1980年、イギリスはAV-8B計画が自国の要求を満たすかどうか検討し、MDCが設計した主翼に、イギリスの設計したLERX（Leading Edge Root Extension）を組み合わせることとした。1981年8月、イギリス空軍向けとして、AV-8Bに準じた設計のハリアーGR.5を60機発注する覚書が締結され、HSAを合併したBAeが主契約者、MDCが副契約者となった。ただし契約により、機体作業のうちBAeが分担するのは40パーセントに留まり、MDCが60パーセントのシェアを占めていた。主翼に使用する大型の複合材料を製作できるオートクレーブがMDCにしかなかったこともあり、BAeの担当部分は、前部と後部の両方の胴体セクションおよび内部の艤装品、姿勢制御システムとされた。最終組立ラインも、BAeのキングストン工場とMDCのセントルイス工場にそれぞれ1つずつのラインが設けられていた。
まず量産機に準じた仕様の全規模開発機（FSD）2機が製作されて、初号機（ZD318）は1985年4月30日に初飛行した。空軍への引き渡しは1987年7月1日より開始された。

## 設計
上記の経緯より、ハリアーGR.5はAV-8Bのイギリス空軍向けモデルとして製作された。ただし機体構造や装備にはいくつかの差異が生じており、例えば主翼に付されたLERXはステンレス鋼製で、バードストライクへの高い抗堪性が要求されたこともあって、、その柔軟性の特性はAV-8Bと異なっていた。またイギリスのハリアーIIは、主翼の各々の着陸脚の前に追加のハードポイントを備えていた。
エンジンは、GR.5ではAV-8Bと同じくペガサス11-21を搭載しており、イギリス空軍ではペガサスMk.105と呼称した。その後、やはりAV-8Bと歩調を合わせるように、GR.7の途中から改良型のペガサス11-61（ペガサスMk.107）を搭載するようになった。これらの機体はGR.7Aと称されており、離着陸能力が大幅に向上し、ペイロードも大きく増加した。
なお、イギリス空軍では、ハリアーII規格の複座練習機としてハリアーT.10 13機を導入した。これはアメリカ海兵隊などのTAV-8Bとほぼ同様の設計だが、これと異なり完全な戦闘能力を備えている。またT.10のうち9機はJUMPによってGR.9と同様のアップデートを施され、T.12と名付けられたが、エンジンは少し非力なペガサス Mk.105のままだった。

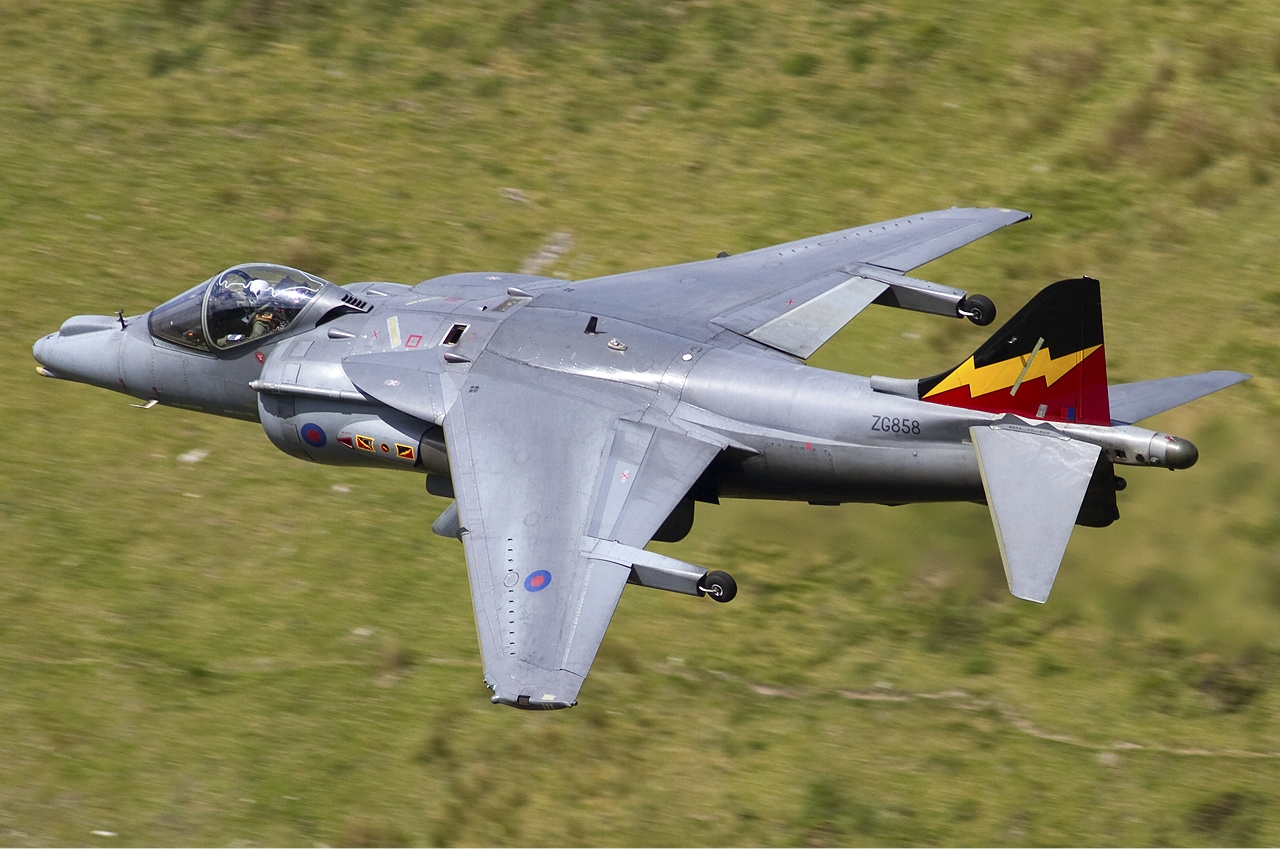
飛行中のハリアーGR.9 (2010年)
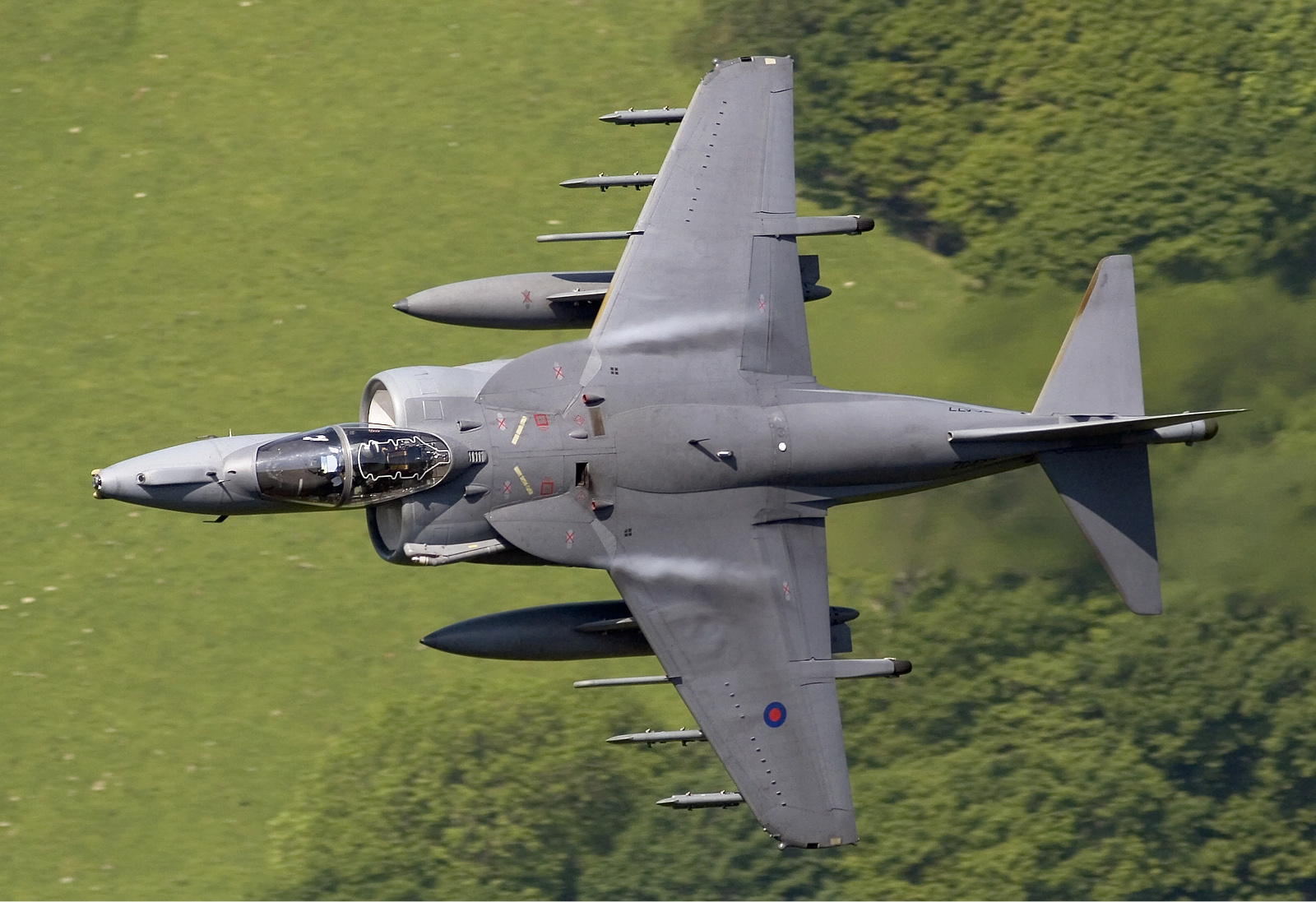
ハリアー GR.9の上面 (2006年)

## 装備
ハリアーIIのコックピットは、昼間でも夜間でも操縦可能で、ヘッドアップディスプレイ(HUD)、ヘッドダウンディスプレイとして二つの多機能ディスプレイ(MPCD)、デジタル移動マップ、慣性航法装置(INS)、そして、HOTAS（Hands On Throttle-And-Stick）システムを備えていた。BAe シーハリアーと同じく、ハリアーIIは張り出したバブル・キャノピーをもっており、これがきわめて良好な視界に貢献していた。新設計の操縦装置と大きな横安定性の組み合わせによって、ハリアーIIは第一世代のハリアーGR.1/GR.3に比べて、格段に操縦しやすかった。
火器管制システム（FCS）として、GR.5ではAV-8Bと同様にAN/ASB-19 ARBS（Angle Rate Bombing System: 角速度爆撃システム）を搭載した。その後、AV-8Bに夜間作戦能力を付与するナイトアタック（NA）仕様が開発されるのと歩調を合わせて、ハリアーGR.7が開発された。追加されるアビオニクスには、機首に搭載される熱線映像装置（FLIR）と暗視ゴーグル、電子戦機器、新しいコックピト・ディスプレイ、そして、移動マップ・システムの交換が含まれていた。GR.7は1990年5月に初飛行し、1990年8月に就役した。
1991年までにハリアーGR.7 34機が配備されたのに続いて、すべてのGR.5のアビオニクスがGR.7と同様のものにアップグレードされた。
その後、JUMP（Joint Update and Maintenance Program）に基づいてGR.7の全面的なアップグレードが行われ、これによって改修された機体はハリアーGR.9（GR.7Aを元にした機体はGR.9A）と称された。これはアビオニクス、通信システム、および兵装の能力を、大幅にアップグレードするもので、定期点検の時に更新する方法をとっていた。最初の更新は、通信、対地接近警報および航法システムのソフトウェアのアップグレードから始まり、続いてAGM-65 マーベリック空対地ミサイルの統合がおこなわれた。2007年7月、BAEシステムズは、最後の7機のハリアーGR7の後部胴体を国防省のために交換する作業を完了した。胴体のコンポーネントは、3年間にわたる2千万ポンドのプログラムの一部として設計され、製造された。2007年、UOR(Urgent Operational Requirement)のもとで、ロッキード・マーティン スナイパーXR照準ポッドが、それに比べれば精度が劣るTIALDに取って代った。
アメリカ海兵隊のAV-8Bは、ナイトアタック仕様に続いて火器管制レーダーを搭載したAV-8B+へと発展しており、この開発にはBAe社も加わっていたが、こちらはイギリス軍では導入されなかった。その後、海軍のシーハリアーFA.2艦上戦闘機の退役に伴って、同機が搭載していたブルーヴィクセン・レーダーをハリアーIIに移植することも検討されたが、イギリス国防省は、リスクが高く、また、高価すぎるとして却下した。なお国防担当相アダム・イングラムは、コストが6億ポンドを超えると試算していた。
2007年2月、MBDA ブリムストーンミサイルの運用試験が開始されたが、ブリムストーンの配備はGR.9の早期退役に間に合うかどうかわからなかった。

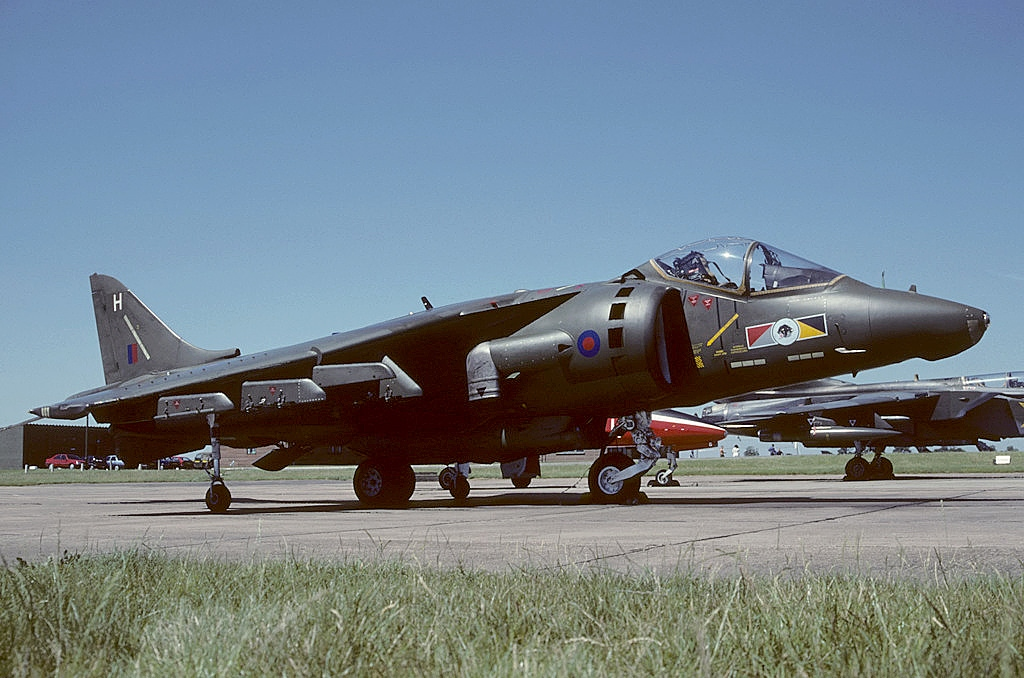
ハリアーGR.5。機首先端にARBSを有するのみである。
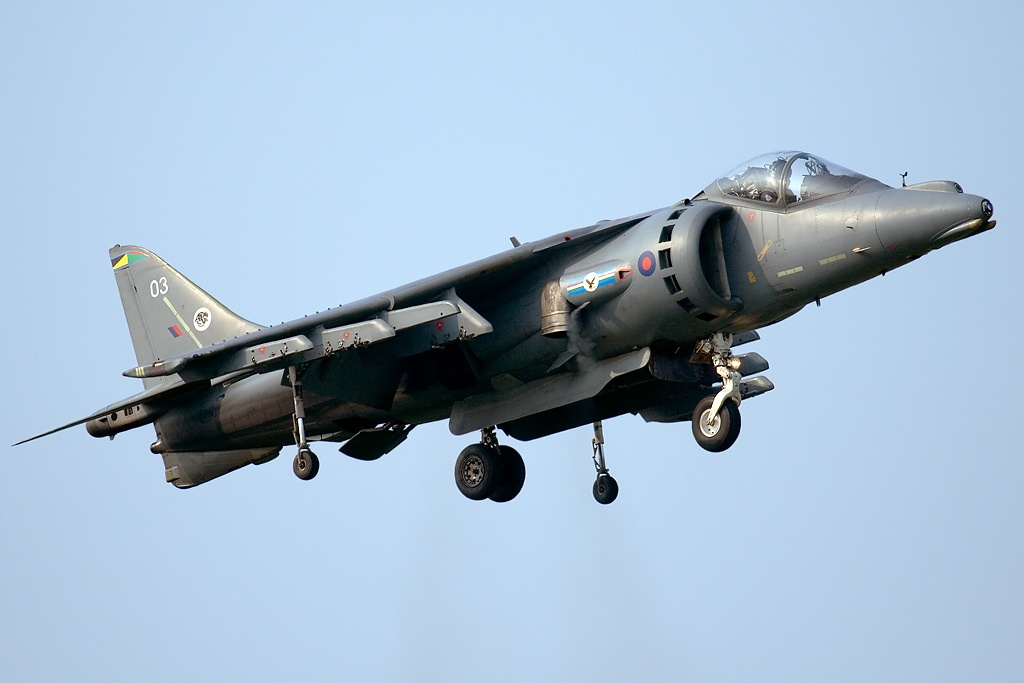
ハリアーGR.7。機首上面にFLIRが追加されている。

## 諸元・性能 (ハリアー GR7)
出典: Nordeen
諸元
- 乗員: 1
- 全長: 14.12 m （46 ft 4 in）
- 全高: 3.56 m （11 ft 8 in）
- 翼幅: 9.25 m（30 ft 4 in）
- 翼面積: 22.6 m2 （343 ft2）
- 空虚重量: 5,700 kg （12,500 lb）
- 動力: ロールス・ロイス ペガサス Mk. 105 推力偏向ターボファン、96.7 kN （21,750 lb）  × 1

性能
- 最大速度: 1,065 km/h （662 mph）
- フェリー飛行時航続距離: 3,256 km （2,015 mi）
- 実用上昇限度: 15,170 m （50,000 ft）
- 上昇率: 74.8 m/s （14,715 ft/min）

武装
- ハードポイント×8箇所（ステーション1Aと7Aは空対空ミサイル専用）、計3650kg（80,000 lb）
- 固定武装: なし[注 2]
- ロケット弾: 　
  - LAU-5003ロケット弾ポッド
  - マトラ ロケット弾ポッド
  - CRV7 ロケット弾ポッド
- ミサイル: 　
  - AIM-9L 空対空ミサイル[25]
  - AGM-65 マーベリック 空対地ミサイル
- 爆弾: 　
  - レーザー誘導爆弾 (ペイブウェイ II/III/IVおよびエンハンスド・ペイブウェイ II/II+[25][25])
  - 無誘導爆弾 (Mk.82・83[25])
- アビオニクス: 　
  - 偵察/照準ポッド
    - DJRP（英語版）[25]
    - スナイパーXR
    - TIALD[25]

## 運用史

### 戦闘任務

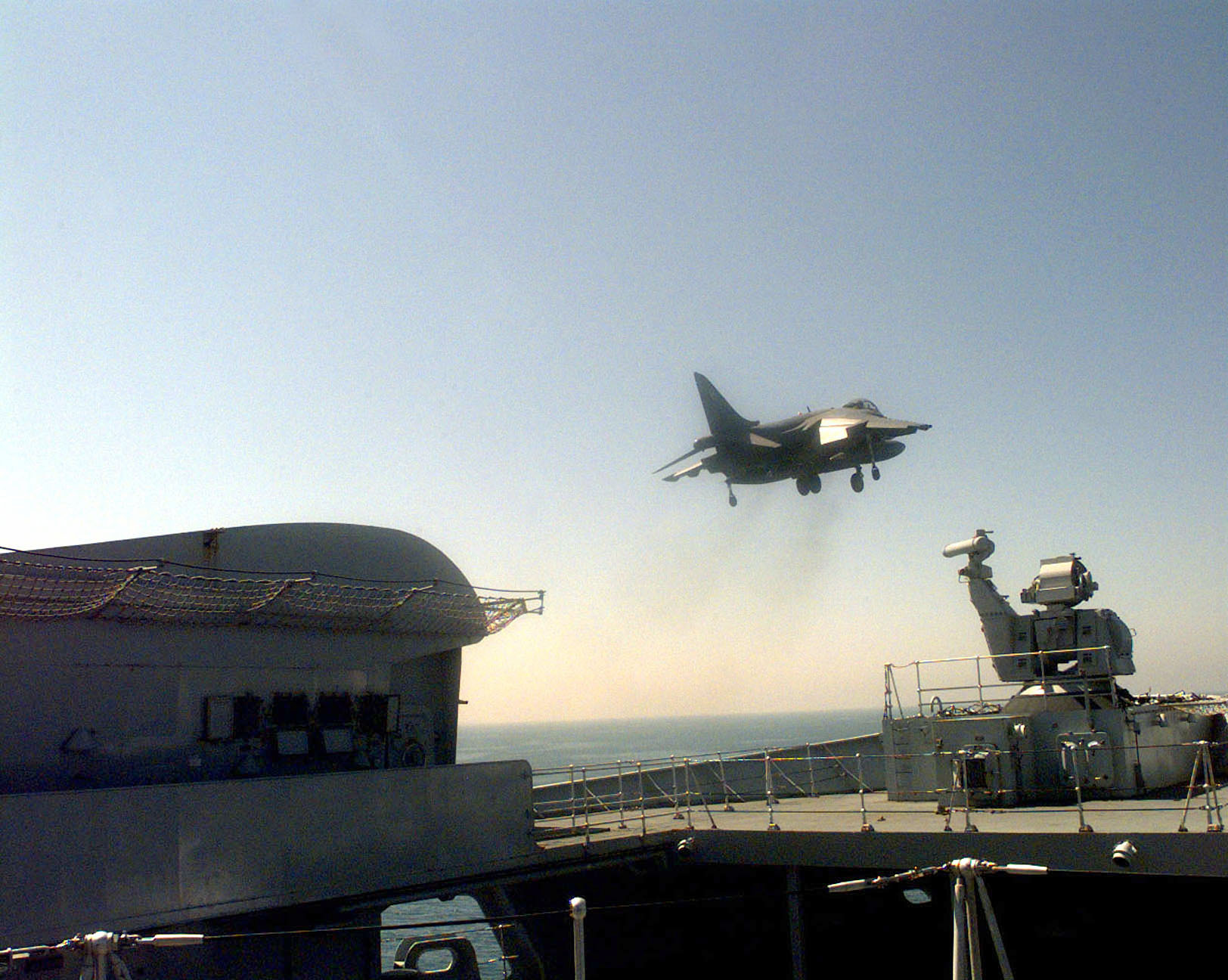
空母「イラストリアス」から発進するイギリス空軍のハリアー GR.7。1998年、ペルシア湾にて。

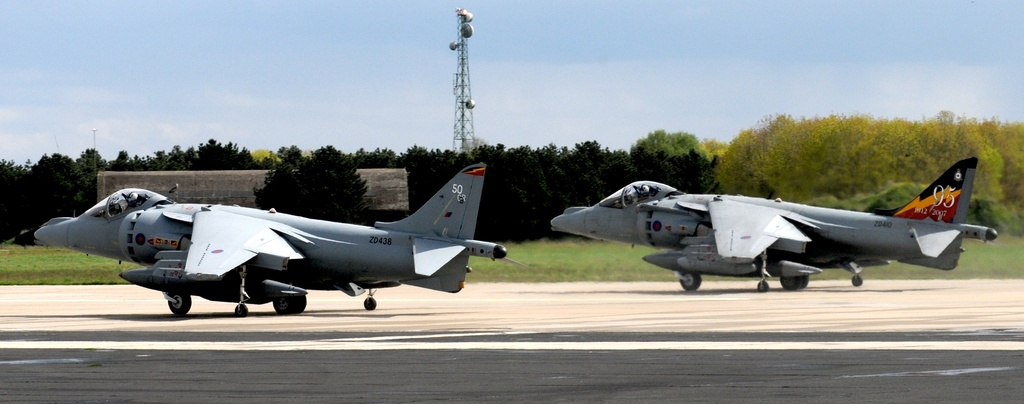
ハリアー GR.7のペア (2008年)

ハリアーIIを受領した最初の飛行隊は、駐独英空軍（RAFG、en:Royal Air Force Germany）に所属していた。これは、ソビエト連邦の西側諸国への侵略を阻むためのもので、戦時には対地攻撃を実行することになっていた。ハリアーIIは、その元になったホーカー・シドレー ハリアーに比べて航続距離と生存性が大きく向上していたので、航空阻止任務に新しく重点が置かれた。1990年の年末には、ハリアーIIは複数の飛行隊で完全な作戦能力を得るところであった。1994年、イギリス空軍の最後の第一世代ハリアーが退役した。
1995年、ユーゴスラビア崩壊の影響によるクロアチア人とセルビア人の戦闘は、暴力のそれ以上の深刻化を防ぐためにNATO軍の派遣を促すことになった。
ハリアーIIの飛行隊はイタリアのジョーイア・デル・コッレ空軍基地に移動し、早期に配備されていたイギリス空軍のSEPECAT ジャギュアと交代した。
攻撃と偵察の両方の任務が、作戦のために急遽GPS航法装置を組み込む改修をうけたハリアーによって実行された。126ソーティーを超える攻撃が英空軍のハリアーIIによって実行され、しばしばジャギュアが補助としてペイブウェイ IIのようなレーザー誘導爆弾のためにレーザー照射をおこなった。
1994年、新しく導入されたGR.7が海軍のインヴィンシブル級航空母艦における運用試験のために配備され、海軍における実戦配備は1997年から開始された。
このような運用は、後にハリアー統合部隊の司令部のもとで正式化され、空軍のハリアーIIは日常的に海軍のシーハリアーと一緒に運用されるようになった。
1999年のコソボにおけるNATOのアライド・フォース作戦に、空軍は16機のパナヴィア トーネードと12機のハリアーGR.7を派遣した。
1999年4月27日、セルビアの軍事施設を攻撃する任務では、空軍のハリアーは激しい対空砲火を浴びたが撃墜された機体はなかった。1999年4月、ハリアーが中高度爆撃任務においてGPS航法および照準を使うことができるように、交戦規定が変更された。この紛争で使われた弾薬の多くはレーザー誘導爆弾で、これは天候や煙により悪影響を被るが、全体で80%以上が直撃したと報告されている。
2003年、ハリアーGR.7は、アメリカの主導したイラク戦争におけるイギリスのテリック作戦で主要な役割を果たした。
紛争に先立って、空母「アーク・ロイヤル」とハリアーが派遣された 。
戦争が始まると、ハリアーは偵察および攻撃任務でイラク南部の領空に侵入し、スカッドミサイル発射器を破壊して隣国クウェートに対する攻撃を防いだと報道された 。
この戦争の前に、ハリアーは新しくAGM-65 マーベリックミサイルを装備していた。報道によれば、このミサイルは、イラクにおけるハリアーの運用に非常に貢献したとされている。
イラクの要衝である都市バスラの戦いにおいて、ハリアーは、敵地上車両を無力化するためにイラクの燃料貯蔵施設を攻撃する任務を何度も実施した。ハリアーのその他の重要な目標は、戦車、舟艇、そして、砲兵だった。
ノルディーン（Nordeen）によれば、空軍のハリアーのすべての作戦のうち、おおよそ30パーセントが近接航空支援任務で、連合軍の地上兵力の前進を支援した。
2003年4月、イギリス国防省は、イラクにおいて空軍のハリアーに議論の的であるRBL75クラスター爆弾を配備していたことを認めた。
イギリスとアメリカのハリアー飛行隊は、どちらも2003年の夏にイラクから撤退した 。
2004年9月、6機のハリアーGR.7がアフガニスタンのカンダハールに、アメリカが派遣していたAV-8Bの代わりに展開した。2005年10月14日、ターリバーンのロケット攻撃によって、カンダハール国際空港のエプロンに駐機していたハリアーのうち1機が破壊され、ほかに1機が損害を受けた。
負傷者はなく、損害を受けたハリアーは修復され、破壊された機体は交換された。
2006年、ハリアーGR.7がアフガニスタン南部における国際治安支援部隊（ISAF）の任務の拡張の一環として、アフガニスタンに展開した。
7月から9月までの間に計画された作戦や地上部隊の近接航空支援のために、イギリスのハリアーに供給された弾薬は179から539に増加し、そのほとんどはCRV7ロケットであった。
ハリアーは固定武装として機関砲を持っていないため、あるイギリス陸軍の空挺連隊少佐はハリアーの航空支援能力をA-10と比較して、「まったく、まったく役に立たない」と評した。

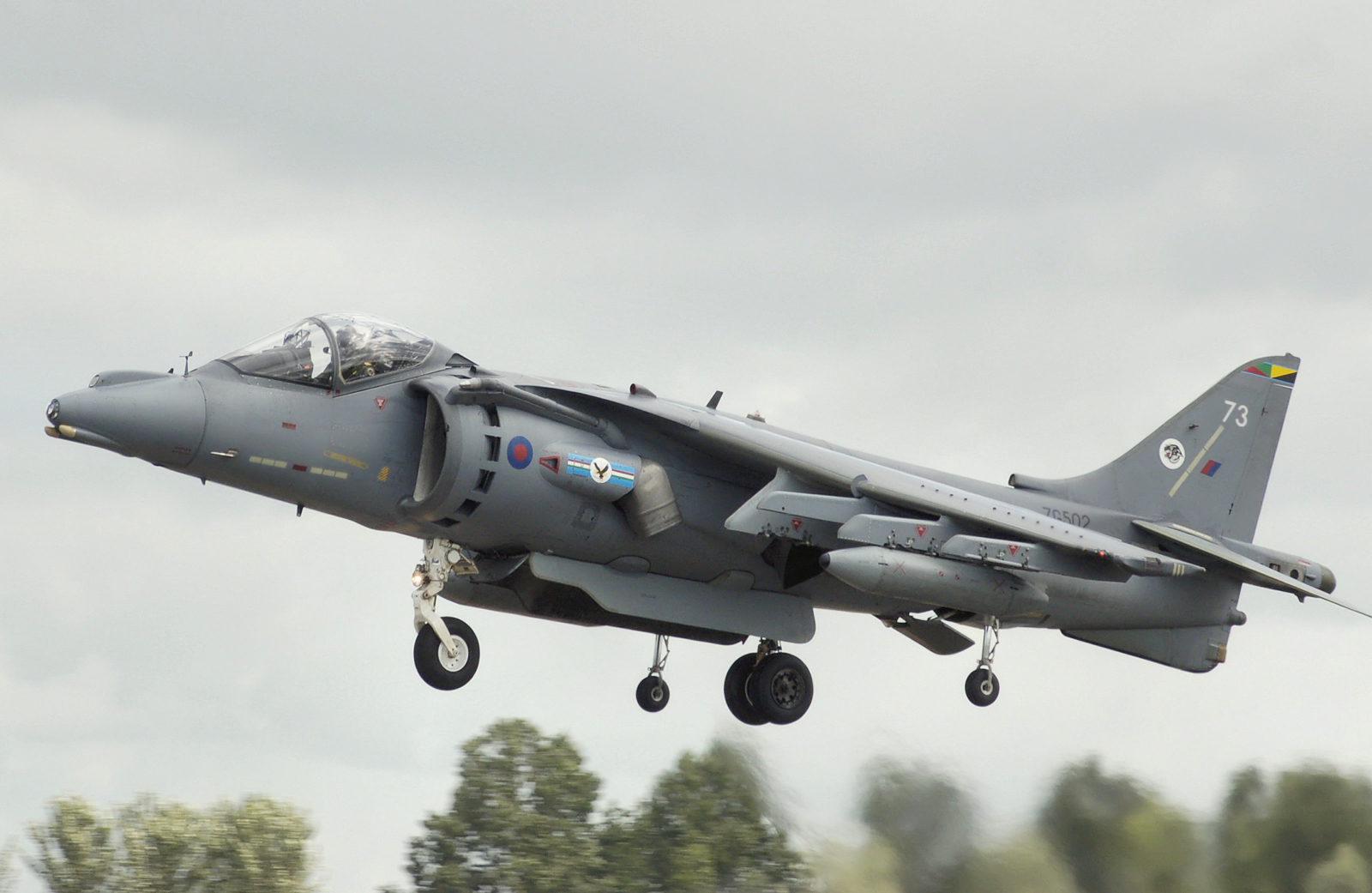
ハリアーGR.9の飛行展示。RIAT 2008にて。

2007年1月、ハリアーGR.9の最初の作戦配備が、NATOのISAFの一部としてカンダハールで開始された。
アフガニスタンでの5年を超える継続した運用の後で、最後のイギリスのハリアーが、イギリス空軍のトーネードGR.4と交代して撤退したとき、8500ソーティーの飛行時間は22,000時間を超えていた。

### 退役
2005年、イギリス議会において、保守業務がコッテスモア空軍基地に移ってから、ハリアー部隊のメンテナンスの標準と品質が劇的に低下しているという疑惑がもちあがった。ミスによっていくつかの機体が深刻な損傷をうけ、その中の一つはほとんど壊れる寸前で、点検にかかる時間は100日から155日に増加し、一機当たりのコストは以前の防衛航空機修理局(Defence Aviation Repair Agency)との契約の50万ポンドから1700万ポンドに増加したとされた。
2006年、シーハリアーが艦隊航空隊から退役し、ハリアーGR.7/9部隊はシーハリアーと分担していた任務をすべて任された。以前はシーハリアーの飛行隊だった第800海軍飛行隊は、元空軍のハリアーGR.7/9に2006年4月に改編され、再編された第801海軍飛行隊が2007年に加わった。これらは後に拡大され、海軍打撃航空団となった。
2010年3月31日、ハリアーの作戦転換隊であったイギリス空軍第20飛行隊が解散し、ウィッタリング空軍基地の第4飛行隊もまた解散して第4（予備）飛行隊となった。
2010年7月、すべてのハリアーGR.7が退役した。
ハリアーGR.9は、2018年まで運用される予定だった。しかし、2010年10月19日の戦略防衛・安全保障見直しによって、ハリアーは2011年4月に退役することになった。
長期的には、F-35Cが2020年に導入され、海軍の2隻のクイーン・エリザベス級航空母艦で運用される計画だった。
ハリアーを退役させる決定は論議をよび、何人かの高官は、代わりにパナヴィア トーネードを退役させるように主張した。
2010年11月24日、ハリアーは空母からの最後の飛行をおこなった。これは、退役直前の空母「アークロイヤル」からの最後の飛行でもあった。
この部隊の実戦運用からの送別は、2010年12月15日におこなわれ、非常に多くの基地の上をフライ・パスした。
2011年11月、国防省は残っていた72機のハリアーをスペアパーツとともに1億1,600万ポンド（1億8千万ドル）でアメリカ海兵隊に売却した。
これらの機体は、AV-8B ハリアーII部隊の部品取りに使われた。
エアフォース・マンスリーの報道によれば、72機のハリアーIIの一部は再び飛行したという。アメリカ海兵隊がGR.9/9Aの二個飛行隊の装備を計画したからである。これらの機体は、退役後コッテスモア空軍基地で最低限の技術者によって保守されていたが、そこで検査してみると、よいコンディションを保っていた
。
しかし、2012年7月、海軍航空システム隊は、アメリカ海兵隊は元英空軍のハリアーの運用を計画したことは無いとして、これを否定した

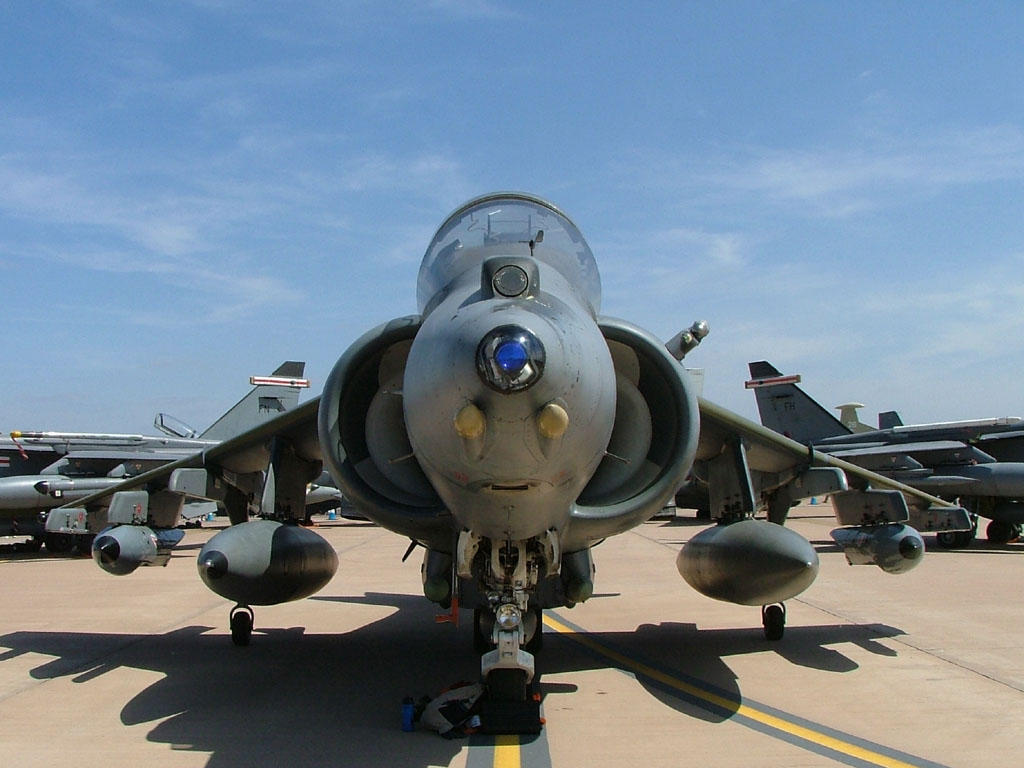
ハリアー GR.7A。RIAT 2005にて。

。

### 運用者
イギリス
- イギリス空軍 (1989–2011)
  - 第1飛行隊
  - 第3飛行隊 (-2006)
  - 第4飛行隊
  - 第20飛行隊 (-2010)
  - RAF Strike Attack Operational Evaluation Unit
- イギリス海軍 艦隊航空隊
  - 第800海軍飛行隊（英語版） (2006–2007, 2010)
  - 海軍打撃航空団（英語版） (2007–2010)

### 展示機
- GR.9 ZD433 は、2011年12月20日、ヨーヴィルトン海軍航空基地の艦隊航空隊博物館（英語版）に引き渡された[60]。
- GR.9 ZD461 は、2012年3月16日、ダックスフォード帝国戦争博物館に引き渡された[65]。
- GR.9 ZG477 は、2011年12月20日、イギリス空軍博物館のコスフォード館に引き渡された[60]。
- ウィルトシャーのマルムズベリーにあるダイソン本社の野外にハリアーIIが展示されている[66]。